# Cricotopus nudisquamus
Cricotopus nudisquamus är en tvåvingeart som beskrevs av Ole Anton Saether 1981. Cricotopus nudisquamus ingår i släktet Cricotopus och familjen fjädermyggor. Inga underarter finns listade i Catalogue of Life.